# 商丘西站
商丘西站，是一个陇海线上的铁路车站，位于河南省商丘市梁园区陇海北路，由商丘地方铁路局辖。
建于1979年，目前为二等站，邮政编码为476000。目前货运：办理整车货物发到。